# 北九州市出身の人物一覧
北九州市出身の人物一覧（きたきゅうしゅうししゅっしんのじんぶついちらん）は、福岡県北九州市出身の人物およびゆかりの人物の一覧。

## 官僚・政治家・軍人・公務
- 麻生渡（元福岡県知事、元全国知事会会長）
- 板倉光馬（元海軍中佐、海上自衛隊幕僚総監部、戦記作家）
- 英利アルフィヤ（衆議院議員、元国連職員）
- 大家敏志（参議院議員、財務副大臣）
- 太田浩（保険監督者国際機構副議長）
- 緒方林太郎（衆議院議員、外務官僚出身）八幡西区出身
- 小川克巳（参議院議員、理学療法士）
- 奥保鞏（元元帥陸軍大将伯爵）
- 亀井光（元福岡県知事）
- 河瀬由美子（名古屋高等検察庁次席検事、元名古屋地方検察庁特捜部長）
- 草野芳郎（元広島高等裁判所部総括判事、元学習院大学教授、日本インドネシア法律家協会理事長）
- 城井崇（衆議院議員）
- 酒井菜摘（衆議院議員、元江東区議会議員）
- 自見庄三郎（元衆議院議員、元参議院議員、郵政大臣、内閣府金融担当特命担当大臣を歴任。医師）
- 末松義規（衆議院議員、外務官僚出身）
- 杉尾秀哉（参議院議員、元TBSテレビ記者）
- 杉山元（元陸軍大臣、参謀総長）
- 高木美智代（元衆議院議員）
- 高橋久子（元内閣審議官・労働省婦人少年局長・女性初の最高裁判事）
- 津森洋介（国土交通官僚）
- 西村明宏（衆議院議員）
- 仁比聡平（参議院議員、弁護士）
- 野田聖子（衆議院議員、総務大臣、女性活躍担当大臣、元郵政大臣、元岐阜県議会議員）
- 芳賀茂元（貴族院多額納税者議員、実業家、学校経営者）
- 服部誠太郎（福岡県知事）
- 東順治（元衆議院議員）
- 弘友和夫（元衆議院議員、元参議院議員）
- 舛添要一（元東京都知事、元参議院議員、元厚生労働大臣、国際政治学者）
- 村上圭子（元京都市副市長）
- 村田隆（内閣危機管理監、元駐フィンランド大使）
- 藪正孝（元警察官、暴追ネット福岡開設者）：戸畑区
- 山本幸三（元衆議院議員、元経済産業副大臣、元内閣府特命担当大臣〈地方創生・規制改革〉）

## 経済
- 浮城智和（ベガコーポレーション創業者・社長）
- 内山文治（ウチヤマホールディングス創業者・会長・元社長）
- 大前研一（元マッキンゼー日本支社長、元カリフォルニア大学ロサンゼルス校教授、経済評論家）
- 小川弘毅（元西部ガス社長、元日本ガス協会副会長）
- 小田原智一（元福岡空港ビルディング社長、福岡証券取引所理事長）
- 白川方明（第30代日本銀行総裁）
- 白川隆三（アニプレックス取締役会長）[1]
- 瀬戸健（RIZAPグループ創業者、社長）
- 髙城寿雄（タカギ創業者・会長、元社長）
- 高原正雄（元いすゞ自動車常務取締役、一般社団法人明専会会長、全日本学生フォーミュラ大会元委員長）
- 幡掛大輔（元クボタ社長、元日本農業機械工業会会長）
- 平野聡（トプコン会長）：小倉北区
- 福地茂雄（元NHK会長、元アサヒビール社長・会長・相談役）：戸畑区
- 前田健司（燦キャピタルマネージメント創業者・社長）
- 村井勉（元アサヒビール社長、元西日本旅客鉄道会長）
- 村田三郎（流山鉄道会長）
- 安川敬二（元安川電機社長・会長）
- 吉田秀雄（元電通社長）
- 米田幸正（サマンサタバサジャパンリミテッド社長）

## 学者
- 川谷茂樹（倫理学者）
- 杉崎光世（法学者・九州国際大学名誉教授）
- 高橋和夫（国際政治学者）
- 竹林紀雄（湘南総合研究所長、文教大学教授、日本映画監督協会理事）
- 中島義道（哲学者）
- 八田達夫（経済学者・アジア成長研究所所長、大阪大学名誉教授）[2]
- 原田大三郎（CG作家・多摩美術大学教授）
- 藤田哲也（竜巻研究の第一人者）
- 増田聡（美学者）
- 向江龍治（国際政治経済アナリスト）
- 安川定男（国文学者）
- 大和哲夫（法学者、北海学園大学元学長）

## 文化・芸術

### 能楽
- 津村禮次郎（能楽師・重要無形文化財保持者）

### 棋士
- 大竹英雄（囲碁棋士・名誉碁聖）
- 森下卓（将棋棋士）

### 建築
- 桂英昭（建築家）

### 評論家
- 岩崎吉一（美術評論家）
- 中村正三郎（プログラマー・コンピュータ評論家）

### 小説家
- 岩下俊作
- 佐伯泰英
- 左方郁子
- 佐木隆三
- 末永直海
- 鶴田知也
- 火野葦平
- 山田稔（フランス文学者）
- 劉寒吉

### 作家
- 一条真也（作家）
- 伊馬春部（作家・日本初のテレビドラマの脚本を担当）
- 押川剛（ノンフィクション作家・ジャーナリスト）
- 加納朋子（推理作家）
- 立石泰則（ノンフィクション作家・ジャーナリスト）
- 原田ゆう（劇作家）
- 古海卓二（劇作家・作詞家・作曲家・俳優・舞台監督・映画監督・小説家）
- 松沢直樹（児童文学作家・フリーライター）

### 詩人
- 宗左近
- 高橋睦郎
- 平出隆

### 画家・イラストレーター
- 石橋謙一（イラストレーター・ボックスアーティスト）
- 小田彩加（イラストレーター・元HKT48）
- 笠青峰（日本画家）
- サイトウマコト（イラストレーター）
- 原徹（アニメ作品プロデューサー）
- 横山宏（イラストレーター）
- LAM（イラストレーター）
- リリー・フランキー（イラストレーター）

### 漫画家
- 井上正治
- 佐藤友生
- 篠塚ひろむ
- すえのぶけいこ
- 鈴宮和由
- たーし
- 谷村ひとし（パチンコ評論家）
- 中島史雄
- 萩岩睦美
- 畑中純
- 藤原ここあ
- 北条司
- 星里もちる
- 前川涼
- 山口かつみ
- 山口美由紀
- 山田恵庸

### ライター
- 地主恵亮
- 松沢直樹（児童文学作家）

### 写真家
- 藤原新也

### 登山家・探検家
- 山下健夫（登山家）

### 演奏家
- 大野徹也（テノール・オペラ歌手)
- 川口ヱリサ（ヴァイオリニスト）
- 篠崎史紀（ヴァイオリニスト）
- 畑中良輔（バリトン歌手・指揮者・音楽評論家）
- 南紫音（ヴァイオリニスト）

### 作曲家
- 朝本浩文（音楽プロデューサー・アレンジャー・DJ・作曲家）
- 小倉朗（作曲家）
- Kakka（音楽プロデューサー・作曲家・ラジオパーソナリティ）
- 和田直也（作曲家）

## 芸能
| - 天本英世 - 伊原剛志 - イワム - 榎木智一 - 大日方傳 - 川原和久 - 草刈正雄 - 來河侑希 - 児玉貴志 - 早乙女太一 - 重岡漠 - 鈴木浩介 - つるの剛士（タレント・歌手・ミュージシャン） - 富永研司（スーツアクター・アクション俳優） - 内藤武敏 - 中村有志 - 野間口徹 - 春田純一 - 深見亮介 - 藤本隆宏（元競泳オリンピック代表） - ふとがね金太（ナレーター・ミュージシャン） - 細川俊之 - 松尾スズキ（劇作家・映画監督） - 光石研 - 毛利輝夫 - 森田順平（声優） - 横内正 | - 秋本祐希 - 鮎川陽子（モデル） - 板谷由夏（モデル） - しいなえいひ（モデル） - 野田彩恵子（ミュージカル女優） - 萩尾みどり - 林美穂 - 原田佳奈 - 宮井えりな - 弥生みづき (AV女優) - 森武知子（1958年（昭和33年）ミス・ユニバース日本代表、元モデル） |

### タレント・アイドル
- いっちゃく先生（タレント）
- 梅田彩佳（タレント・元AKB48・NMB48）：2011年市長選挙イメージキャラクター）
- 川村那月（タレント、モデル、レースクイーン）
- 草野綾（グラビアアイドル）
- 紗綾（本名：入江紗綾・グラビアアイドル・父は元競輪選手の入江新吾）
- 白石さおり（タレント・ミスコン53冠女王）
- 高城亜樹（タレント・YouTuber・元AKB48・JKT48）
- 高城樹衣（元タレント・高城亜樹の姉）
- 野中美郷（タレント・元AKB48）
- おみそん (YouTuber)

### ラジオパーソナリティ
- F.King Toggy（DJ・パーソナリティ・ローカルタレント・ミュージシャン）
- 鬼橋美智子（ラジオパーソナリティ・タレント）
- 椎葉ユウ（タレント・ラジオパーソナリティ）
- 申徹也（しん てつや・ラジオパーソナリティ・タレント）
- 立山律子（ラジオパーソナリティ・タレント）
- 西田たかのり（タレント・ラジオパーソナリティ）
- 米岡誠一（ラジオパーソナリティ・タレント・ミュージシャン）

### 歌手・ミュージシャン
- 秋山狂慈（元ROSE SMELL MODE、CANDY、Shelly ロックバンド）
- 池崎理人（アイドルグループINIメンバー）
- ISAKICK（イサキック、ロックバンド175Rベーシスト）
- 岩坂士京（シンガーソングライター）
- 大内義昭（歌手、作曲家）
- 葛城哲哉（ミュージシャン）
- 川崎真弘（ミュージシャン、作曲家）
- キミーブラウニー（ミュージシャン、お笑いタレント）
- キハラ龍太郎（元ブルー・トニック、ORIGINAL LOVE）
- 荒神直規（Naifu、元ELF）
- 香田晋（演歌歌手）
- 城戸けんじろ（元ジャパハリネット）
- 小久保淳平（シンガーソングライター）
- 櫻（シンガーソングライター、ラジオパーソナリティ）
- シーナ（シーナ&ザ・ロケッツボーカル）
- 塩ノ谷早耶香（元歌手）
- 雫（ポルカドットスティングレイ  ボーカル、ギター）
- 清水健太郎 （元歌手、タレント）
- SHOGO（ショーゴ、ロックバンド175Rヴォーカル）
- 千里愛風（歌手）
- CHAGE（シンガーソングライター、CHAGE and ASKA）
- 冨永裕輔（シンガーソングライター）
- 中尾ミエ（歌手）
- 中村優規（ドラマー）
- 夏彦（ミュージシャン、作曲家、経営者）
- NEW DOBB（ロックバンド。現在は解散）
  - 倉掛英彰（HIDE）（ミーナ＆ザ・グライダー、crossfm DJ、『高塔山ロックフェス』プロデューサー）（作曲家）
- 野見山正貴（ミュージシャン）
- 葉月（歌手、SEED）
  - Waka（ワカ・フルート担当）
  - Mariko（マリコ・チェロ担当）
- 日野真一郎 - （LE VELVETS、歌手）
- 広石武彦（元UP-BEATヴォーカル）
- 藤井一子（元歌手）
- 藤田恵名（シンガーソングライター）
- 藤田大吾（ミュージシャン、alütoボーカル）
- 藤原樹（THE RAMPAGE from EXILE TRIBE、ダンサー）
- 瀬口黎弥（FANTASTICS from EXILE TRIBE、ダンサー）
- 藤弥美里（歌手）
- 宮本一粋（歌手・二千花ボーカル）
- 山下剛史（ミュージシャン、作曲家、ボイストレーナー、経営者）
- 山下祐樹（ミュージシャン、ラムジ、ボーカル）
- 山本リンダ（歌手）
- yu〜ki（MALICE MIZER、ベーシスト）
- ルースターズ（ロックバンド、現在は解散）
  - 大江慎也 - ボーカル&ギター
  - 花田裕之 - ギター

### 声優
- うえだゆうじ
- 内海賢二
- 置鮎龍太郎[3]
- 加藤正之
- 金子有希[4]
- 川原和久（俳優）
- 佐藤利奈
- 高田憂希[5]
- 多田野曜平
- 中原麻衣
- 野口瑠璃子
- パンチユーホー
- 星希成奏
- 前田佳織里

### 映画監督・演出家
- 青山真治
- 小田基義
- タナダユキ
- 久野浩平（テレビ演出家）
- 平山秀幸
- 三村順一（映画プロデューサー）
- 吉田啓一郎（テレビ演出家）
- 代々木忠（AV監督）

### お笑い芸人
- 秋山竜次（ロバート）
- 井上虫歯二本
- 芋洗坂係長（小浦一優）
- お宮の松（たけし軍団）
- 桑原和男（喜劇俳優）
- ぐんぴぃ（春とヒコーキ）
- ゴン（ビックスモールン）
- 西原朗演（コーヒールンバ）
- 馬場裕之（ロバート）
- 原口あきまさ
- 広木英介（デルマパンゲ）
- 松本竹馬（そいつどいつ）
- 三浦リョースケ（ネイチャーバーガー）
- 山﨑おしるこ
- 山本高広
- 吉住（プロダクション人力舎）
- 吉野おいなり（めぞん）
- 渡邊孝平（クロスバー直撃）

### 落語家
- 橘家蔵之助（落語家・2代目）
- 立川志の麿（落語家）
- 林家きく麿（落語家）

## スポーツ

### 野球
現役選手 
- 今永昇太（シカゴ・カブス←横浜DeNA)
- 大下誠一郎（千葉ロッテ ← オリックス）
- 尾仲祐哉（サムティ←東京ヤクルト←阪神 ← 横浜DeNA）
- 小野泰己（オリックス←阪神）
- 甲斐生海（福岡ソフトバンク）
- 古賀康誠（東北楽天）
- 小森航大郎（東北楽天←東京ヤクルト）
- 重松凱人（福岡ソフトバンク）
- 武内夏暉（埼玉西武）
- 濱田太貴（東京ヤクルト）
- 藤野恵音（福岡ソフトバンク）
- 武藤敦貴（東北楽天）
- 渡辺翔太（東北楽天）[6]

 引退選手・指導者・関係者 
- 安部友裕（広島ジュニア監督）
- 井生崇光
- 今浪隆博
- 江藤晴康
- 小川一夫
- 奥宮種男
- 門田富昭
- 金山次郎
- 河野元貴
- 城戸則文
- 木谷良平
- 楠城徹
- 楠城祐介
- 桑野議
- 高信二（広島二軍監督）
- 小関翔太
- 佐竹健太
- 柴田講平
- 柴原洋
- 清家政和
- 宅和本司
- 竹下真吾
- 中田賢一（福岡ソフトバンク：一軍投手コーチ）
- 中村真崇
- 日高剛（阪神：二軍打撃兼分析担当コーチ）
- 福山龍太郎
- 外園正
- 真木将樹
- 松浦耕大
- 松永浩美
- 溝口大樹
- 三好匠（広島一軍内野守備・走塁コーチ）
- 森博幸
- 森下整鎮
- 森山良二（福岡ソフトバンク：リハビリ担当コーチ（投手））
- 安田猛
- 山下浩宜
- 山本和範
- 山本翔
- 横松寿一
- 与田剛
- 石井康雄（元社会人野球選手）
- 敷田直人（プロ野球審判員、元社会人野球選手）
- 松永怜一（アマチュア野球指導者）

### サッカー
| 現役選手 - 大畑歩夢（浦和レッドダイヤモンズ） - 柿本健太（鈴鹿アンリミテッドFC） - 邦本宜裕（慶南FC） - 島屋八徳（徳島ヴォルティス） - 下坂晃城（ブラウブリッツ秋田） - 末吉隼也（ファジアーノ岡山FC） - 東慶悟（FC東京） - 松尾篤（V・ファーレン長崎) - 三島勇太（テゲバジャーロ宮崎) - 本山雅志（ギラヴァンツ北九州） - 米田隼也（V・ファーレン長崎） - 柴田華絵（女子サッカー選手 - 三菱重工浦和レッズレディース） - 杉田妃和（女子サッカー選手 - ポートランド・ソーンズFC） | 引退選手・指導者・関係者 - 池元友樹 - 梶原夕希也 - 重光貴葵 - 千疋美徳（元ニューウェーブ北九州監督） - 富永康博（現京都サンガF.C.GKコーチ） - 本田泰人 - 平山相太 - 三好拓児 - 山形恭平 - 山形辰徳 - 奥村優之（サッカー指導者） - 松本良一（サッカー指導者 - 日本代表フィジカルコーチ） - 吉永一明（サッカー指導者 - 前アルビレックス新潟監督） |

### バスケットボール
- 鹿毛誠一郎
- 川面剛
- 桑原義典
- 藤原隆充（群馬クレインサンダーズ）
- 三木聖美

### ボクシング
- 恵良敏彦（タイ国フライ級チャンピオン）
- 鬼塚勝也（WBA世界スーパーフライ級王者）
- 白石豊土
- 松本博志

### ラグビー
- 石橋拓也（浦安D）
- 井上達木（筑波大学）
- 小川優輔（元レッドドルフィンズ）
- 橋本大輝（スティーラーズ）
- 古川浩太郎（レッドドルフィンズ）
- 前田樹（日本ラグビー協会A級公認レフリー）
- 箕内拓郎（日野レッドドルフィンズレッドコーチ、引退 ← 元ラグビー日本代表主将）
- 町田美陽(女子日本代表)
- 山田章仁（キューデンヴォルテクス）
- 吉村紘（グリーンロケッツ東葛）

### バレーボール
- 横山樹理（飯塚高等学校女子バレーボール部監督）
- 江藤直美（龍谷大学女子バレーボール部監督）
- 竹下佳江（元ヴィクトリーナ姫路監督・全日本女子代表・ロンドンオリンピック銅メダリスト）
- 河村めぐみ（モデル）
- 餅田千佳（引退）
- 和才奈々美 （PFUブルーキャッツ）

### テニス
- 福井烈（JOC委員 ← 引退）
- 山岸二郎（引退）

### 卓球
- 岸川聖也（卓球選手）
- 早田ひな（卓球選手）

### ソフトボール
- 岡村奈々（ソフトボール選手）

### バドミントン
- 栗原文音（バドミントン選手）

### 自転車競技
- 一丸尚伍（自転車競技選手）
- 入江新吾（元競輪選手・グラビアアイドル紗綾の父）
- 北津留翼（競輪選手、自転車競技選手）
- 森美紀（女子競輪選手）
- 吉岡稔真（元競輪選手）

### 競艇
- 植木通彦（元競艇選手）
- 西山貴浩（競艇選手）

### 騎手
- 浜中俊（競馬騎手・日本中央競馬会）

### ロードレース
- 中須賀克行（ロードレースライダー）

### プロレス
- ジョージ高野
- 高野拳磁
- デビル雅美（元女子プロレスラー）
- 浪口修
- 渕正信

### 相撲
- 大潮憲司（大相撲力士・元小結・元式秀親方）
- 春日洋光二（大相撲力士・元十両）
- 小役丸勇走（大相撲力士・元十両）
- 豊ノ花光義（大相撲力士・元十両）

### 空手
- 廣重毅（空手家）

### 柔道
- 橋本昇（柔道家）

### 陸上競技
- 君原健二（元マラソン選手）
- 金哲彦（元マラソン選手）
- サニブラウン・アブデル・ハキーム（陸上競技選手）
- 山本浩之（車いす陸上競技）

### 重量挙げ
- 太田和臣（重量挙げ選手）

### アーチェリー
- 北畠紗代子（アーチェリー選手）
- 野田紗月（アーチェリー選手）

### 体操競技
- 内村航平（体操競技選手）
- 渡邊守成（元体操競技選手・国際体操連盟会長）

### トライアスロン
- 関根明子（元トライアスロン選手）

### モーグル
- 村田愛里咲（モーグル選手）

## マスコミ

### アナウンサー
- 有馬幸恵（元NHK北九州放送局契約キャスター）
- 池内博子（山口放送アナウンサー）
- 池尻和佳子（RKB毎日放送アナウンサー）
- 井田由美（日本テレビ編成局アナウンサー）
- 伊藤薫平（静岡第一テレビアナウンサー、元テレビ高知アナウンサー）
- 猪原智紀（NHKアナウンサー）
- 岩元良介（NHKアナウンサー）
- 上田早苗（NHKアナウンサー、元北九州放送局長）
- えがわさゆり（キャスター、タレント）
- 江崎裕子（NHK北九州放送局契約キャスター）
- 岡本憲明（フリーアナウンサー、元宮崎放送アナウンサー）
- 小川真人（元テレビ埼玉アナウンサー、熊本県民テレビキャスター、同局元アナウンサー）
- 坤徳ひとみ（元山陽放送アナウンサー）
- 佐々木正洋（フリーアナウンサー、元テレビ朝日アナウンサー）
- 佐藤征一（元テレビ西日本アナウンサー）
- 塩田真弓（テレビ東京報道局キャスター、元アナウンサー・経済部記者）
- 重松亜紀（元NHK北九州放送局 契約キャスター）
- 杉山邦博（元NHKエグゼクティブアナウンサー、東京相撲記者クラブ会友）
- 住吉光（長崎放送アナウンサー）
- 武内裕之（九州朝日放送社員・元アナウンサー）
- 竹林紀雄（映像作家、テレビプロデューサー、文教大学教授）
- 田尻敏明（フリーアナウンサー、ナレーター、ローカルタレント）
- 田畑竜介（RKB毎日放送アナウンサー）
- 中野謙吾（日本テレビアナウンサー）
- 西口久美子（フリーアナウンサー、元NHK福岡放送局契約キャスター）
- 野嶋紗己子（毎日放送アナウンサー）
- 原田徹（元NHKチーフアナウンサー、NHK福岡放送局嘱託アナウンサー）
- 本名正憲（フリーアナウンサー、元中国放送アナウンサー）
- 宮本隆治（フリーアナウンサー、元NHKアナウンサー）
- 室田智美（元札幌テレビ放送アナウンサー）
- 室屋典子（フリーアナウンサー、元鹿児島テレビ放送・テレビ西日本アナウンサー）
- 安田瑞代（RKB毎日放送社員・元アナウンサー）
- 山縣慎司（元フジテレビプロデューサー）
- 山下末則（フリーアナウンサー、元宮崎放送・日本テレビアナウンサー）
- 山下奈緒美（元RKB毎日放送アナウンサー）
- 山本耕一（福岡県議会議員、元KBC九州朝日放送お天気キャスター、元テレビ長崎アナウンサー）
- 山本剛士（ニッポン放送アナウンサー、元ラジオ日本アナウンサー）
- 吉松孝（フリーアナウンサー、元TVQ九州放送アナウンサー）
- 吉永真樹（元熊本県民テレビアナウンサー）

### マスコミ・その他
- 川上一夫（テレビドラマプロデューサー）
- 竹林紀雄（映像作家）
- 野田真外（映像演出家）

## その他
- 桜井誠（政治活動家、在日特権を許さない市民の会創設者、日本第一党党首）

## ゆかりのある人物
- 秋野公造（参議院議員、財務副大臣） - 兵庫県神戸市生まれ。北九州市戸畑区在住[7]。
- 阿部嘉七（門司市長）
- 奥田哲也（国土交通官僚） - 久留米市生まれ。父親の転勤で小倉に居住。父親は戸畑出身。
- 小林千登勢（女優） - 京城生まれ、東京育ち。引揚げ地が八幡市。
- 末吉興一（前北九州市長、元内閣官房参与） - 兵庫県生まれ、大分県育ち。高校卒業後小倉に居住し本籍は北九州市。
- 田村貴昭（衆議院議員） - 大阪府生まれ、北九州市立大学卒業後北九州市議会議員を務めた。
- 永井謙佑（サッカー選手、名古屋グランパスエイト、広州アジア大会サッカー日本代表） - 広島県福山市生まれ、ブラジル在住を経て8歳から18歳まで市内在住。
- 野村祐輔（プロ野球選手） - 岡山県倉敷市生まれ。母親の出身地。
- バカリズム升野英知（お笑いタレント）- 田川市生まれ。母が北九州市門司区出身[8]
- Vanilla Mood（クラシカルバンド） - 4人中2人が北九州市出身。
- 平野啓一郎（小説家） - 愛知県蒲郡市生まれ。幼少期より18歳まで北九州市で育つ。
- 松本清張（小説家） - 広島県広島市生まれ。幼少期を山口県下関市で育ち、11歳頃以降小倉で育つ。
- 松本零士（漫画家） - 久留米市生まれ。小学校から高校まで小倉に居住。
- 村野藤吾（建築家） - 佐賀県唐津市生まれ。
- 横内謙介（脚本家、演出家、「扉座」主宰） - 東京都生まれ。
- わたせせいぞう（漫画家） - 兵庫県神戸市生まれ。幼少期より高校まで北九州市で育つ。